# الاتحاد العالمي لعلماء المسلمين
الاتحاد العالمي لعلماء المسلمين هو مؤسسة إسلامية تجمع علماء المسلمين من مختلف دول العالم تأسس عام 2004، ومنذ 7 نوفمبر 2018 يرأسه الشيخ سالم سقاف الجفري بعد استقالة الشيخ أحمد الريسوني الذي كان خلفًا ليوسف القرضاوي، وله عدد من النواب منهم مفتي عمان الشيخ أحمد الخليلي. أقيم المؤتمر التأسيسي له في لندن.

## الخلفية
تشكّلَ الاتحاد العالمي لعلماء المسلمين في عام 2004 من قِبَل علماء من أصحاب العِلم والخبرة. بات الاتحاد في وقت قصير أحد أكبر الاتحادات من هذا النوع في العالم العربي والإسلامي على حدّ سواء وذلكَ بعدما ضمّ تحتَ لوائه أكثر من 90 ألفًا من عُلماء المسلمين من مُختلف الطوائف بما في ذلك السنة، والشيعة، والإباضية. وَفقًا لموقع إسلاموبيديا فإنّ العضوية في الاتحاد مفتوحةٌ أمام العلماء الذين تخرجوا من جامعات الشريعة والحاصِلين على شهادة عالية في الدراسات الإسلامية منْ مختلف الجامعات ذات الصلة. يقبلُ الاتحاد كذلك عضوية الذين لديهم حضور في علوم الشريعة والحضارة الإسلامية من خلال كتاباتاهم في هذا المجال. حسب موقع الاتحاد العالمي لعلماء المسلمين فإنّ الاتحاد لا يتبعُ أي دولة أو جماعة أو طائفة كما أنّه لا يُعادي أي حكومة بل يسعى إلى فتح نوافذ التعاون من أجل الخير للإسلام والمسلمين. الشيخ القرضاوي هو أول رئيس للاتحاد وأحد الرموز البارزة داخله، وهو شيخ مصري يعيش في دولة قطر. بات في وقتٍ ما مؤثرًا للغاية في كل الأوساط العربية، وهو عضو في جماعة الإخوان المسلمين. وَفقًا للقرضاوي فإنّ الاتحاد يلعب دورًا سياسيًا في الدول العربية من خلال جهود الوساطة لكنّ هدفه الأسمى والأول هو القضايا الإسلامية. على سبيل المثال لا الحصر حاول الاتحاد العالمي التوسط بين الفصائل المختلفة في مصر قبل عام 2013 كما حاولَ تهدئة الأوضاع في اليمن قبل استيلاء الحوثيين على السلطة هناك.

## تعريفه وأهدافه
مؤسسة علمائية شرعية مستقلة تعمل على تبليغ رسالة الإسلام وتوجيه المسلمين إلى الفهم الصحيح لأحكام دينهم، من خلال الحفاظ على هوية الأمة ونشر الوسطية بعيداً عن الغلو في الدين والتفريط بالثوابت، والعمل على وحدة الأمة وزيادة فعاليتها للقيام بأمر الدعوة إلى الله وعمارة الأرض، مستحضرًا أهمية تحقيق التعايش السلمي ونبذ العنف، ونشر ثقافة التسامح وتعزيز المشترك الإنساني والحضاري.
 ويؤكد أنه جهة علمية شرعية مستقلة لا يمكن اختزالها في حزب أو جماعة أو مذهب أو دولة من الدول، وقد بيّن ذلك في ميثاقه العام، وجسَّده في سياساته المنهجية، وبياناته الصادرة عنه، ومواقفه التي اتخذها عَبْر مسيرته منذ تأسيسه حتى الآن.

يهدف "الاتحاد" إلى تحقيق الآتي:
| الاتحاد العالمي لعلماء المسلمين | 1. تعزيز مكانة العلماء لأداء رسالتهم العلمية والعملية بكفاءة واستقلالية في ضوء رسالة الاتحاد وأهدافه. 2. تنسيق جهود العلماء، وترشيد مواقفهم الفكرية والعلمية في قضايا الأمة الكبرى لتواجه التحديات صفًّا واحدًا، والإسهامُ في الاجتهاد العلمي والشرعي في القضايا المستجدة. 3. المشاركة الفعالة في تطوير التعليم الشرعي، ومناهجه وبرامجه، بما يحقق الجمع بين الأصالة والمقاصد، والمعاصرة والتجديد، وربط التعليم بالتربية والتزكية. 4. نشر الفكر الإسلامي الوسطي، ومواجهة الغلو في الدين، والتسيب في الفكر، والانحراف في الممارسة. 5. الإسهام في الحفاظ على الهوية الإسلامية للأمة، وتقوية الروح الإسلامية في الشخصية الفردية والجماعية، لتهيئة الأمة الإسلامية للقيام بدورها القيادي، ورسالتها في عمارة الأرض، وأداء واجبات الاستخلاف الحضاري، بحيث تكون ثمرة تدينها عملًا نافعًا متقنًا، وخلقًا قويمًا، ورشدًا في الفكر وسموًّا في الأخلاق، وتكون أسوة حسنة للناس كافة. 6. العمل على تفعيل قوى الأمة الإسلامية، وترسيخ القواسم المشتركة بين مختلف مذاهبها واتجاهاتها، وتقوية الروابط الأخوية بين أفراد المجتمع الإسلامي. 7. بيان صلاحية الإسلام من خلال مبادئه، ومقاصده، وقواعده العامة، لحل المشكلات الإنسانية، وتلبية الحاجات الجديدة، والأوضاع المتطورة في حياة الأفراد، والأسر، والمجتمعات. 8. تحقيق التعايش السلمي، ونبذ العنف أيًّا كان مصدره، ونشر ثقافة التسامح، وتعزيز المشترك الإنساني بين مختلف الشعوب، والثقافات، والديانات، والحضارات. 9. حماية الأسرة - بجميع مكوناتها - وبخاصة المرأة والشباب- وتعزيز دورها في بناء المجتمعات وتطورها. 10. الاهتمام بقضايا الأمة الكبرى - وعلى رأسها الأقصى وفلسطين - وكذلك العناية بالأقليات المسلمة، والإسهام في حل المشكلات والصعوبات التي تواجهها. 11. مناصرة القضايا الإنسانية العادلة، والإسهام في العناية بالمصالح العامة للبشرية. | الاتحاد العالمي لعلماء المسلمين |

## قضايا جدلية

### العمليات المسلحة في فلسطين
وصفت جريدة الجارديان البريطانية السيّد يوسف القرضاوي بأنه «باحث إسلامي مثير للجدل» خاصة بعدما نُشرَ تصريح له يؤكد فيه على أنّ التفجيرات الانتحارية ضد المحتلين في فلسطين واجب. خلالَ مُقابلة له مع قناة بي بي سي؛ سأَله المذيع حول الهجمات الانتحارية في فلسطين فأجاب: «لا تُسمى عمليات انتحارية بل هي استشهاد في سبيل الله.» وفي مقابلة أخرى له مع قناة الجزيرة؛ أكّدَ القرضاوي على أنّ الجهاد في سبيل الله حتّى الموت هي رغبته ورغبة باقي أعضاء الاتحاد. تمّ منعُ يوسف مؤسس الاتحاد العالمي لعلماء المسلمين من السفر إلى الولايات المتحدة الأمريكية والمملكة المتحدة وذلك بسبب دعم بعض الجماعات التي تُصنفها الدولتان إرهابيةً مثل حركة حماس.

### الانتماء إلى الإخوان المسلمين
ذكرت وكالة رويترز للأنباء أن معظمَ أعضاء هذا الاتحاد ينتمون إلى جماعة الإخوان المسلمين. ووصفَ الباحث لورينزو فيدينو مؤسس الاتحاد العالمي القرضاوي بأنه «الزعيم الروحي للإخوان المسلمين». نشرَ مركز السياسة الأمنية ورقة أكاديمية فسَّر فيها الدور الكبير الذي لعبهُ القرضاوي في قيادة جماعة الإخوان. تطرقت الورقة كذلك لانتشار الجماعة على الصعيد الدولي وفي باقي البلدان الأجنبية.
ومما يدعم هذه النظرية عند البعض دفاع الاتحاد عن الإخوان المسلمين، فقد قام الاتحاد بعد نشر هيئة كبار العلماء السعودية بياناً يتهم جماعة الإخوان "بالإرهاب" قام بعدها بنشر بيان يتهم فيه الحكومة السعودية بـ«الصهيونية»، واتهامها بمعاداة المسلمين.

### الاتهام بمعاداة السامية
ادعت وسائل إعلام إسرائيلية أن مؤسس الاتحاد العالمي لعلماء المسلمين قد أبدى "ملاحظات تُشير بوضوح إلى معاداته للسامية" وفق رأيهم. فوفقًا لرابطة مكافحة التشهير فإنّ القرضاوي دعا في كثيرٍ منَ المرات إلى قتل اليهود؛ حيثُ قالَ في 9 كانون الثاني/يناير 2009: «سنستمر في قتلهم حتّى يوم الآخرة.»[بحاجة لمصدر]

### قضية الاغتصاب
نشرَ الاتحاد العالمي بيانًا ذكر فيه أن المرأة أيضًا قد تكون ملامة في حالة الاغتصاب إذا كان لباسها فاضحًا ومثيرًا لغريزة الرجل الجنسية، مبينًا أهمية الحشمة في الإسلام وكونه وقاية للمرأة من التحرش الجنسي وقد قوبل هذا البيان ببعض الاعتراضات من بعض أصحاب التوجهات العلمانية.

### رأي الاتحاد حول المثليين
أكد مؤسس الاتحاد الشيخ القرضاوي أن المثلية الجنسية ليست طبيعة بشرية بل شُذوذٌ عن الفطرة، كما ذكر تأييده لحكم الإسلام فيها.

### اتهام الاتحاد بالإرهاب
أثناء مقاطعة قطر قامت دول المقاطعة الأربع (السعودية ومصر والإمارات والبحرين) بوضع الاتحاد العالمي لعلماء المسلمين على قائمة الإرهاب.
حيث أشارت الحكومة الإماراتية إلى إمكانية وجود علاقة بين الاتحاد والإخوان المسلمين.

## وصلات خارجية
- الموقع الرسمي